# Kletterweltmeisterschaft 2021
Die Kletterweltmeisterschaft 2021 bezeichnen die vom 16. bis 21. September 2021 ausgerichteten Kletterweltmeisterschaften in Moskau, Russland. Es wurden die Disziplinen Leadklettern, Speedklettern, Boulder und Kombination ausgetragen. Es gab keinen eigenen Kombinationswettkampf, stattdessen wurde die Kombinationswertung aus den Einzelwertungen von Speed, Bouldern und Lead erstellt. Die Weltmeisterschaft fand kurz nach den Olympischen Spielen 2020 statt, weshalb einige olympische Kletterer wie Adam Ondra, Janja Garnbret und Alexander Megos nicht teilnahmen. Die Wettkämpfe wurden im Irina Viner-Usmanova Gymnastics Palace und in der ZSKA-Arena ausgerichtet.
Parallel wurden vom 15. bis 17. September die Weltmeisterschaften im Paraclimbing ausgetragen.

## Resultate

### Leadklettern
Im Lead-Finale der Frauen schaffte es Seo Chae-hyun als Einzige, die Route zu toppen. Natalia Grossman und Laura Rogora erreichten im Finale beide 37 Punkte und im Halbfinale sowie in der Qualifikationsrunde jeweils beide das Top, weshalb die Kletterzeit der Finalroute gewertet wurde.
Bei den Herren erreichten Jakob Schubert und Luka Potočar im Finale beide das Top und im Halbfinale beide 40+ Punkte, weshalb das Ergebnis aus der Qualifikationsrunde zum Tragen kam.
|        | Finale        | Sieger         | Zweiter          | Dritter         |
| ------ | ------------- | -------------- | ---------------- | --------------- |
| Frauen | 21. Sep. 2021 | Seo Chae-hyun  | Natalia Grossman | Laura Rogora    |
| Männer | 21. Sep. 2021 | Jakob Schubert | Luka Potočar     | Hamish McArthur |

### Bouldern
Im Finale der Frauen toppte Natalia Grossman alle vier Boulder, drei davon im ersten Versuch. Camilla Moroni toppte ebenfalls alle vier Boulder, brauchte aber mehr Versuche als Grossman und wurde deshalb Zweite.
Im Finale der Herren schaffte Kokoro Fujii als einziger alle vier Boulder und holte damit seine erste Medaille einer Weltmeisterschaft.
|        | Finale        | Sieger           | Zweiter        | Dritter      |
| ------ | ------------- | ---------------- | -------------- | ------------ |
| Frauen | 18. Sep. 2021 | Natalia Grossman | Camilla Moroni | Staša Gejo   |
| Männer | 19. Sep. 2021 | Kokoro Fujii     | Tomoa Narasaki | Manuel Cornu |

### Speed
Bei den Frauen betrug die schnellste Zeit 7,00 Sekunden und wurde von Aleksandra Mirosław beim Duell um den dritten Platz geklettert. Bei den Herren wurde die schnellste Zeit von Erik Noya Cardona in der ersten Runde geklettert und betrug 5,70 Sekunden.
|        | Finale        | Sieger            | Zweiter           | Dritter             |
| ------ | ------------- | ----------------- | ----------------- | ------------------- |
| Frauen | 16. Sep. 2021 | Natalia Kałucka   | Julija Kaplina    | Aleksandra Mirosław |
| Männer | 16. Sep. 2021 | Danyjil Boldyrjew | Erik Noya Cardona | Noah Bratschi       |

### Kombination
Die Kombinationswertung wurde aus den Einzelwertungen der Athleten, die in allen drei Disziplinen teilgenommen haben, erstellt.
|        | Sieger        | Zweiter        | Dritter        |
| ------ | ------------- | -------------- | -------------- |
| Frauen | Jessica Pilz  | Mia Krampl     | Elnaz Rekabi   |
| Männer | Yannick Flohé | Philipp Martin | Fedir Samojlow |

### Paraclimbing
Im Paraclimbing traten 114 Athleten aus 20 Ländern an. Es wurden 13 Wettkämpfe (Frauen: 5; Männer: 8) abgehalten, da wegen zu geringer Teilnehmerzahlen einige Kategorien zusammengelegt werden mussten (Merging). Da für beide B3-Wettkämpfe nicht ausreichend Athleten bzw. unterschiedliche Nationen registriert waren, wurden diese als Masters abgehalten. Erstmalig kam ein neues Kategoriesierungssystem auf Basis der Regularien des Internationalen Paralympischen Komitees zum Einsatz, es handelte sich zudem um die letzte Weltmeisterschaft mit der Kategorie AU1, welche seit Bern 2023 dauerhaft der Kategorie RP1 zusammengelegt wurde.
| Kategorie | Kategorie | Sieger               | Zweiter           | Dritter                  |
| --------- | --------- | -------------------- | ----------------- | ------------------------ |
| B1        | Frauen    | in Kategorie B2      | in Kategorie B2   | in Kategorie B2          |
| B1        | Männer    | Sho Aita             | Razvan Nedu       | Jesse Dufton             |
| B2        | Frauen    | Abigail Robinson     | Edith Scheinecker | Nadia Bredice            |
| B2        | Männer    | Fumiya Hamanoue      | Richard Slocock   | Guillermo Pelegrín Gómez |
| B3*       | Frauen    | Ionela Grecu         | Tanja Glusic      | Sunita Dhondappanavar    |
| B3*       | Männer    | Cosmin Florin Candoi | Kazuhiro Minowada | Lux Losey Sail           |
| AL1       | Frauen    | in Kategorie RP1     | in Kategorie RP1  | in Kategorie RP1         |
| AL1       | Männer    | in Kategorie RP1     | in Kategorie RP1  | in Kategorie RP1         |
| AL2       | Frauen    | in Kategorie RP3     | in Kategorie RP3  | in Kategorie RP3         |
| AL2       | Männer    | Thierry Delarue      | Frederik Leys     | Shuhei Yuki              |
| AU1       | Frauen    | in Kategorie RP1     | in Kategorie RP1  | in Kategorie RP1         |
| AU1       | Männer    | in Kategorie AU2     | in Kategorie AU2  | in Kategorie AU2         |
| AU2       | Frauen    | in Kategorie RP1     | in Kategorie RP1  | in Kategorie RP1         |
| AU2       | Männer    | Matthew Phillips     | Brian Zerzuela    | Kevin Bartke             |
| RP1       | Frauen    | Pavitra Vandenhoven  | Eva Mol           | Marta Peche Salinero     |
| RP1       | Männer    | Angelino Zeller      | Tanner Cislaw     | Korbinian Franck         |
| RP2       | Frauen    | Solenne Piret        | Leanora Volpe     | Lucia Capovilla          |
| RP2       | Männer    | Mor Michael Sapir    | Benjamin Mayforth | Bastien Thomas           |
| RP3       | Frauen    | Lucie Jarrige        | Martha Evans      | Katharina Ritt           |
| RP3       | Männer    | Romain Pagnoux       | Mathieu Besnard   | Iman Edrisi              |
| *Masters  |           |                      |                   |                          |